# Перша Поперечна вулиця
Пе́рша Попере́чна ву́лиця — вулиця у Салтівському районі міста Харкова. Розташована між Салтівським шосе та вулицею Івана Камишева. Нумерація будинків ведеться від Салтівського шосе.

## Опис вулиці
Довжина вулиці — 374 метрів. Покриття вулиці — бруківка і ґрунт. Починається на розі з Салтівським шосе і закінчується на розі з вулицею Івана Камишева. Напрям з півдня на північ. Примикань немає.
Автомобільний рух — по одній смузі в кожну сторону. Дорожня розмітка — відсутня. Світлофорів  — немає. Тротуар є лише по непарній стороні до кінця будинку № 1.
Забудова двоповерхова, лише на початку вулиці будинок № 1 має 5 поверхів. З непарної сторони  — житлова забудова, з парної — на початку територія середньої школи № 8, а далі — територія спорткомплексу «Турбініст».
Комерції на вулиці досить мало. Кілька крамниць є на початку вулиці.

## Транспорт
Безпосередньо по вулиці громадський транспорт не ходить.

### Трамвай
- Маршрут № 6 (Південний Вокзал-602-й мікрорайон) — зупинка Вулиця Михайлика знаходиться безпосередньо на початку вулиці на розі з Салтівським шосе.
- Маршрут № 8 (Вул. Одеська-602-й мікрорайон) — зупинка Вулиця Михайлика знаходиться безпосередньо на початку вулиці на розі з Салтівським шосе.
- Маршрут № 16 та 16а (Салтівська-Салтівська) — зупинка Вулиця Камишева знаходиться в 625 метрах на вулиці Академіка Павлова біля початку парку Пам'яті.
- Маршрут № 27 (Салтівська-Новожанове) — зупинка Вулиця Камишева знаходиться в 625 метрах на вулиці Академіка Павлова біля початку парку Пам'яті.

### Тролейбус
- Маршрут № 19 (602-й мікрорайон-вул. Одеська) — зупинка Салтівське шосе знаходиться в 770 метрах на розі Салтівського шосе та Проспектом Льва Ландау.
- Маршрут № 20 (Ст. метро «Турбоатом»-602-й мікрорайон, лише по буднім в годину «пік») — зупинка Салтівське шосе знаходиться в 770 метрах на розі Салтівського шосе та Проспектом Льва Ландау.
- Маршрут № 31 (Ст. метро «Турбоатом»-вул. Наталії Ужвій) — зупинка Салтівське шосе знаходиться в 780 метрах на розі Салтівського шосе та Проспектом Льва Ландау.
- Маршрут № 35 (вул. Одеська-вул. Наталії Ужвій) — зупинка Салтівське шосе знаходиться в 770 метрах на розі Салтівського шосе та Проспектом Льва Ландау.
- Маршрут № 63 (Ст. метро «Академіка Барабашова»-Залізнична станція «Основа», лише по вихідних з 7 до 16 години) — зупинка Салтівське шосе знаходиться в 770 метрах на розі Салтівського шосе та Проспектом Льва Ландау.

### Метрополітен
- Ст. метро «Академіка Барабашова» — у 1 575 метрах від кінця вулиці.

### Маршрутні таксі
- Маршрут № 11 (Григорівське шосе-602-й мікрорайон) — зупинка Вулиця Михайлика знаходиться безпосередньо на початку вулиці на розі з Салтівським шосе.
- Маршрут № 231 (Ст. метро «Центральний ринок»-602-й мікрорайон) — зупинка Вулиця Михайлика знаходиться безпосередньо на початку вулиці на розі з Салтівським шосе.
- Маршрут № 233 (Ст. метро «Ярослава Мудрого»-602-й мікрорайон) — зупинка Вулиця Михайлика знаходиться безпосередньо на початку вулиці на розі з Салтівським шосе.
- Маршрут № 279 (вул. Власенка-вул. Світла) — зупинка Вулиця Михайлика знаходиться безпосередньо на початку вулиці на розі з Салтівським шосе.